# Narycia melanarthra
Narycia melanarthra är en fjärilsart som beskrevs av Edward Meyrick 1893. Narycia melanarthra ingår i släktet Narycia och familjen säckspinnare. Inga underarter finns listade i Catalogue of Life.